# ستاليون
ستاليون هي آلية دفع رباعي مدرعة متعددة الاستخدامات ذات قدرة عالية على الحركة، صممت لكي تقوم بعدة مهام عملياتية وتكتيكية سواء كانت آلية استطلاع ميداني، كشف أمن داخلي، دوريات حدودية، حراسة منشآت، حماية قوافل، وفي واجبات قوات حفظ السلام الدولية. صممها مركز الملك عبد الله الثاني للتصميم والتطوير.